# Mythimna unicorna
Mythimna unicorna là một loài bướm đêm trong họ Noctuidae.